# هتل پارادیزو (فیلم)
هتل پارادیزو (انگلیسی: Hotel Paradiso) فیلمی بریتانیایی به کارگردانی پیتر گلنویل است که در سال ۱۹۶۶ منتشر شد. از بازیگران آن می‌توان به الک گینس و جینا لولوبریجیدا اشاره کرد.